# Лагерь полумесяца
«Лагерь полумесяца» (нем. Halbmondlager) — лагерь для размещения мусульманских военнопленных из колониальных войск британской и французской армий, созданный в начале Первой мировой войны в Вюнсдорфе под Берлином. В нём содержалось до 30 тысяч военнопленных.

## История

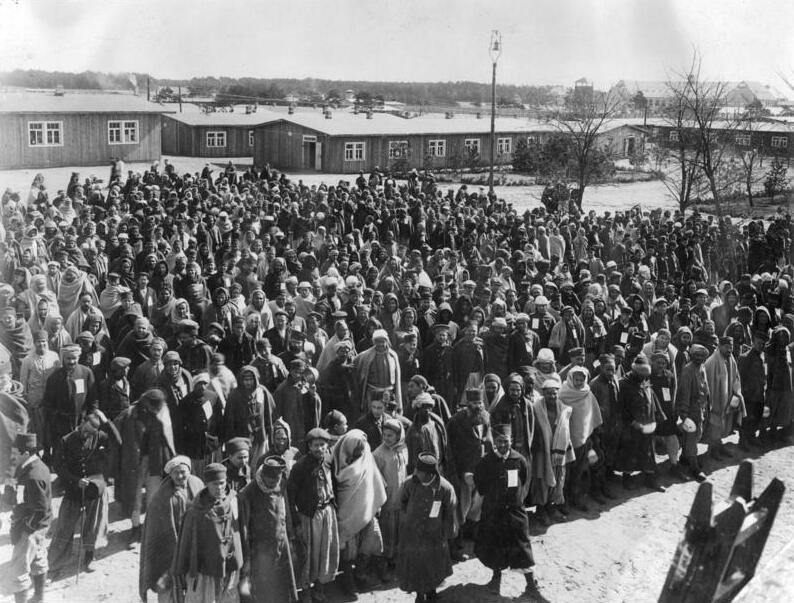
Лагерь полумесяца

Открытка с видом деревянной мечети

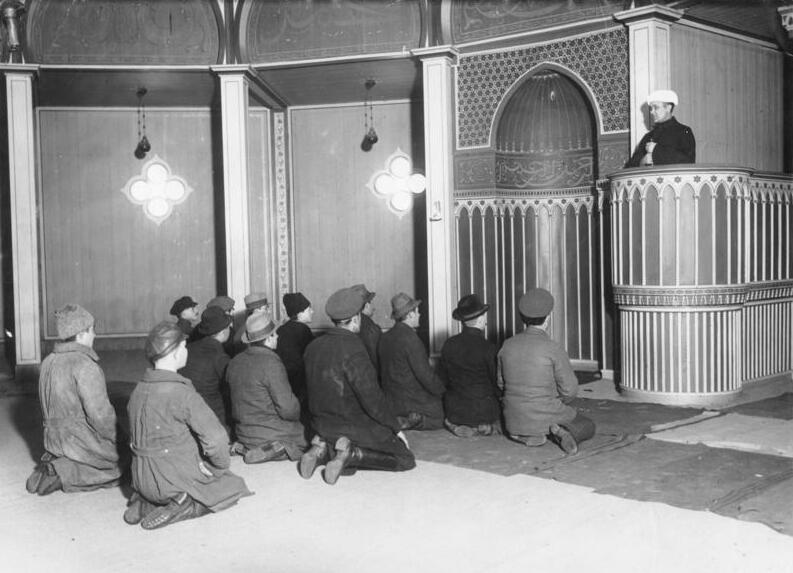
В мечети во время богослужения

Во время Первой мировой войны Османская империя была союзником Германской империи. 15 ноября 1914 года султан-халиф Османской империи Мехмед V призывал всех мусульман из колоний Великобритании и Франции, которые служили в армии, принять участие в джихаде, к священной войне против колониальных держав. Они должны были дезертировать и воевать на исламской стороне. Германия приняла участие в этой программе и соорудила «Лагерь полумесяца» и «Лагерь виноградника» (Weinberglager) в близлежащем Цоссене, который был предназначен для военнопленных татар из России.
Военнопленных в лагере разделили по религиозному и национальному признаку, после чего разделили на батальоны. В частности, было 5 батальонов, и каждый из них состоял из 4 рот. По документам в одном батальоне должно было содержаться 2000 человек, однако на практике это число не превышало 1000. Командовали батальонами исключительно немецкие офицеры, большинство из которых знали французский язык. Жили мусульмане в отапливаемых бараках и палатках. У них была своя униформа.
Здесь пытались убеждать военнопленных к смене сторон и к борьбе против их колониальных держав. Важнейшим инструментом при этом было способствование исламскому богослужению. Во время рамадана продукты раздавались только после заката солнца.
13 июля 1915 года была построена первая в Германии мечеть — Вюнсдорфская мечеть.

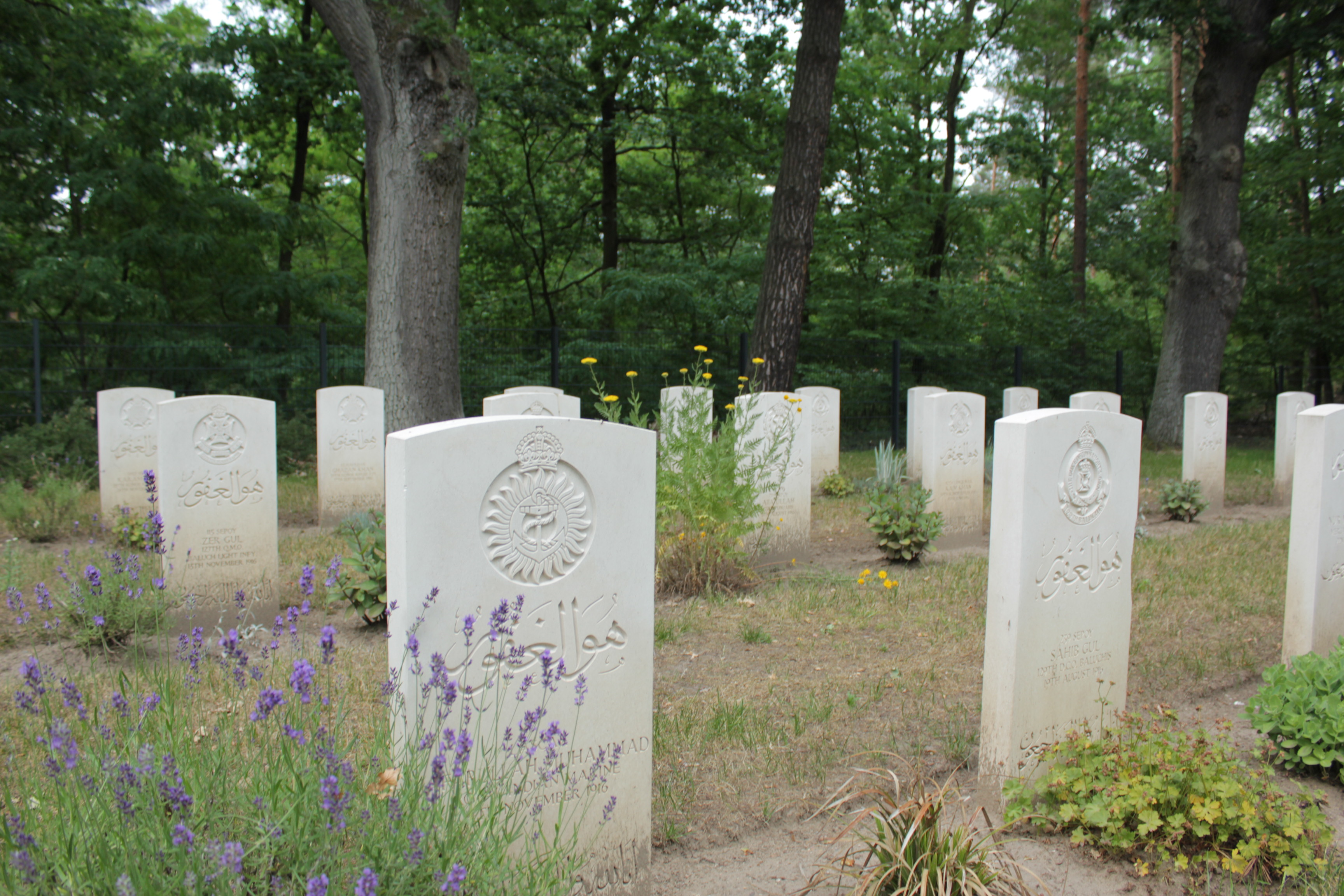
Кладбище

В 1924 году деревянная мечеть была закрыта ввиду плохого состояния здания и в 1925—1926 годах была снесена.
Разные немецкие этнологи, музыковеды и лингвисты использовали возможность для исследования культуры и языка заключённых. Известно, что это происходило на добровольной основе.